# ポンペオ・マリーノ・モルメンティ
ポンペオ・マリーノ・モルメンティ（Pompeo Marino Molmenti、1819年11月8日 - 1894年12月17日）はイタリアの画家である。文学作品に題材にした作品などで知られる。

## 略歴
現在のヴェネト州のモッタ・ディ・リヴェンツァに技師の息子に生まれた。1834年に父親が死去し、ヴェネツィアの兄のもとに移るが兄も亡くなった。叔父の支援でヴェネツィア美術アカデミーに入学し、ルドヴィーコ・リッパリーニやオドリコ・ポリティ、ミケランジェロ・グリゴレッティに学んだ。1836年から故郷の街に邸を持つ、貴族のパパドポリ家の支援を受け、パパドポリ家の礼拝堂やサン・ポーロ・ディ・ピアーヴェの教会の装飾画を描いた。
1843年から1844年の間は侯爵、Saverio di Blancasとギリシャを経由してシリアに旅し、アラビアの風俗を題材にした作品を制作したとされるがこれらの作品は失われた。
1851年から1867年まで、ヴェネツィア美術アカデミーの人物画の教授を務め、モルメンティが教えた学生には、ジャコモ・ファヴレット、ルイジ・ノーノ、 トランクイッロ・クレモナらがいる。
1850年代から文学作品や歴史を題材した作品を多く作成した。

## 作品

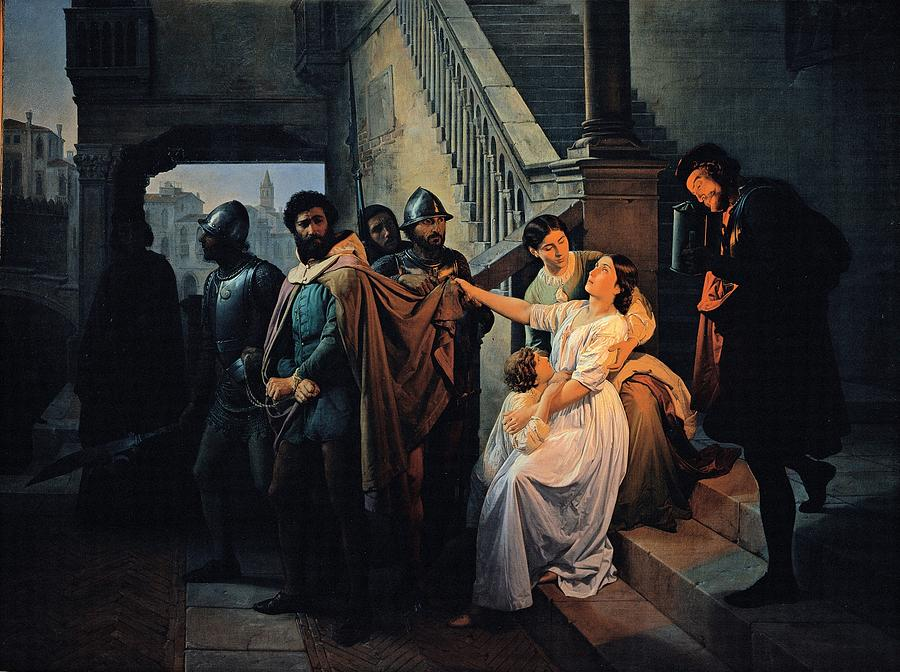
フィリッポ・カレンダリオの逮捕 (1854)
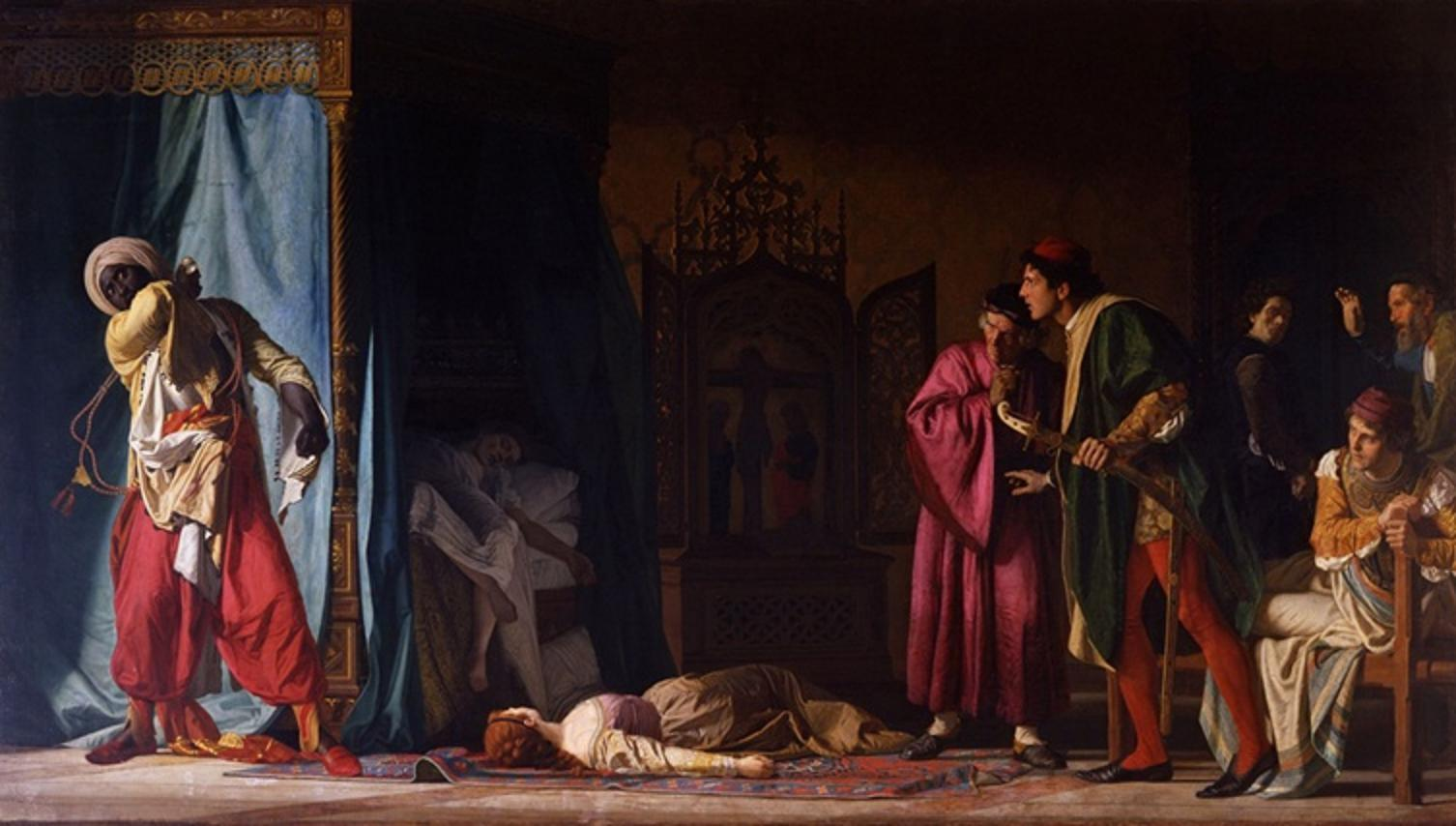
オセロの死　(1866)

## 関連図書
- Cesare Augusto Levi, Il pittore veneziano: Pompeo Marino Molmenti (1819-1894), Tipografia dell'Unione Coope